# Richard Coulter
Pour les articles homonymes, voir Coulter.
Richard Coulter, Sr (1er octobre 1827 - 14 octobre 1908) est un général de la guerre de Sécession dans l'armée de l'Union, un homme d'affaires et banquier. Au cours de la guerre de Sécession, il est colonel du 11th Pennsylvania Infantry, prenant souvent le commandement de la brigade lorsqu'un officier supérieur est blessé.

## Avant la guerre
Richard Coulter, Sr naît à Greensburg, dans le comté de Westmoreland, Pennsylvanie, l'un des fils d'Eli Coulter Jr (1791-1830) et de Rebecca Alexander. Eli Coulter est un éminent homme d'affaires et gère un moulin à la vapeur à Greensburg. Richard suit sa scolarité au Jefferson College à Washington, en Pennsylvanie. Après avoir quitté le collège, en 1845, à l'âge de 19 ans, il travaille dans le cabinet de son oncle, Richard Coulter (1788-1852) à Greensburg, où il reste jusqu'au début de la guerre américano-mexicaine.
Coulter s'enrôle dans les gardes de Westmoreland, une compagnie de la milice locale qui entre au service de l'armée des États-Unis en tant que compagnie E du Second Pennsylvania Volunteer Infantry Regiment. Il est l'un des deux seuls régiments envoyés de la Pennsylvanie pour servir au Mexique. Coulter participe à l'action, sous le commandement du général Winfield Scott lors du siège de Veracruz et lors des batailles suivantes de Cerro Gordo, Contreras, Churubusco, et  de Chapultepec, et de la capture et de l'occupation de la ville de Mexico en 1847. Il sert directement sous les ordres du futur général de la guerre de Sécession, John W. Geary, un homme pour lequel qu'il a peu d'estime en raison de sa vanité
.
Après la guerre américano-mexicaine, le régiment retourne en Pennsylvanie, en juin 1848. Coulter reprend ensuite ses études de droit et est admis au barreau en 1849. Son oncle devient un juge de la Cour Suprême de Pennsylvanie en 1846, et Coulter reprend le cabinet de son oncle à Greensburg. Il pratique le droit jusqu'au début de la guerre de Sécession en 1861. Pendant les années 1850, il reste actif dans la milice locale.

## Guerre de Sécession
Avec le déclenchement de la guerre et les appels suivants aux armes du président Abraham Lincoln, puis par le gouverneur de Pennsylvanie, Andrew Curtin, Coulter lève une compagnie de soldats et est élu comme son premier capitaine. La compagnie fait bientôt fait partie du 11th Pennsylvania Volunteers, dans lequel Coulter est promu lieutenant colonel. Lorsque le régiment est réorganisé en un régiment de trois ans, Coulter devient le commandant de régiment jusqu'à la fin de la guerre en 1865. Le régiment de Coulter combat à Cedar Mountain, Thoroughfare Gap, et à la deuxième bataille de Bull Run. Lors de la bataille d'Antietam, Coulter assume le commandement de la troisième brigade de la deuxième division du I corps lorsque le brigadier général George L. Hartsuff est blessé. Retournant au commandement du régiment, Coulter combat à Fredericksburg et à Chancellorsville, et est blessé lors de la dernière. Lors de la bataille de Gettysburg Coulter assume le commandement de la première brigade de la deuxième division du I corps lorsque le brigadier général Gabriel R. Paul et tous les autres officiers sont blessés, le 1er juillet, près d'Oak Ridge. Coulter est blessé lui-même mais conserve le commandement de la brigade jusqu'au 3 juillet, quand il rend brièvement le commandement avant de le reprendre le jour même.
Au début de la campagne de l'Overland de 1864, Coulter est au commandement de son régiment, mais encore une fois prend le commandement de la brigade (la deuxième brigade de la deuxième division, V corps) dans la Wilderness lorsque le brigadier général Henry Baxter est blessé lors de la deuxième journée de la bataille. À Spotsylvania il assume le commandement de la deuxième division, V corps lorsque le brigadier général John C. Robinson est blessé et mène la division pendant deux jours avant de retourner au commandement de la brigade. Le 18 mai, Coulter reçoit une blessure qui le rend invalide pour les prochains mois. Il est breveté brigadier général des volontaires des États-Unis le 1er août 1864. Pendant le siège de Petersburg Coulter retourne brièvement au front au commandement de la deuxième brigade de la troisième division, V corps à la bataille de Globe Tavern. Son dernier commandement est la troisième brigade de la troisième division, V corps au cours de la campagne d'Appomattox. Il est breveté major général des volontaires des États-Unis pour ses services à Five Forks. Il quitte le service des volontaires le 1er juillet 1865.

## Après la guerre

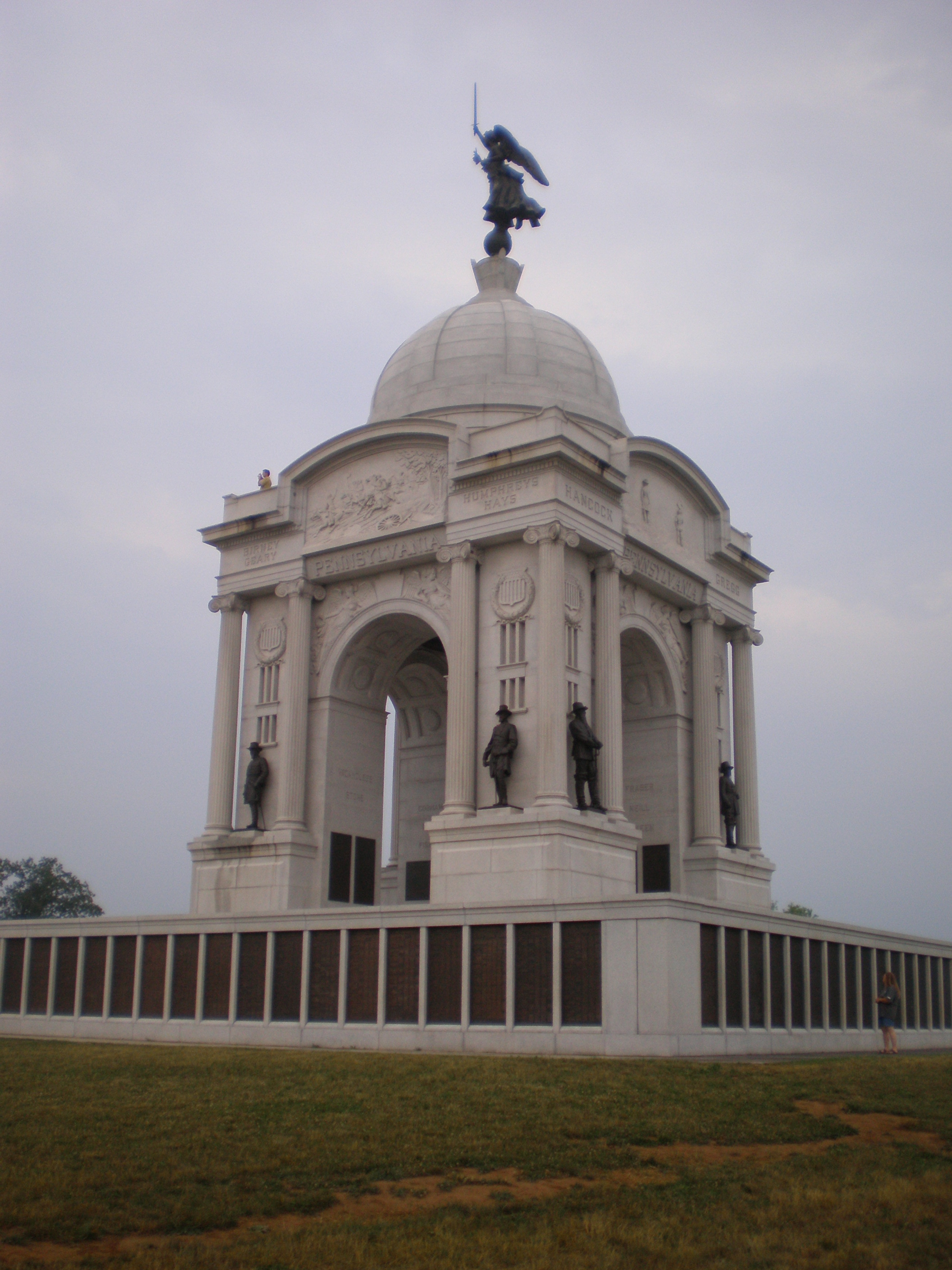
Monument de Pennsylvanie dans le parc militaire national de Gettysburg

Après la guerre de Sécession, Coulter retourne à Greensburg, où il devient actif dans les affaires. Il se joint à plusieurs autres financiers locaux pour investir dans diverses industries, des entreprises, des zones résidentielles dans et autour de Greensburg. Coulter commence un partenariat avec George Franklin Huff, un homme d'affaires local et financier qui deviendra plus tard un sénateur de l'État et un membre du congrès américain. Coulter et Huff collaborent dans plusieurs des plus grandes et des plus importantes entreprises du comté de Westmorland, dans les années 1880, y compris la Keystone Coal and Coke Company, la Greensburg-Hempfield Electric Street Railway, et la First National Bank of Greensburg  (aujourd'hui la First Commonwealth Bank). Coulter est le président de la banque jusqu'à sa mort en 1908. Son fils, Richard Coulter Jr. (1870-1955) prend la relève comme président et occupe ce poste pendant plus de 40 ans.
Greensburg est situé sur une grande veine de charbon bitumineux à environ 48 kilomètres (30 miles) à l'est de Pittsburgh. Le charbon et le coke sont nécessaires pour les aciéries qui sont construites dans et près de Pittsburgh dans les années 1860 et 1870. Coulter et Huff prospèrent avec l'augmentation de l'industrie de l'acier par le développement et l'exploitation des gisements houillers dans le comté de Westmorland.
Le général Coulter épouse Emmy Welty (1841-1929) et a six enfants : Richard Coulter Jr, Rebecca, Henry, Alexander, William et Margaret.

## Mémorial
Coulter est commémoré sur le monument de l'État de la Pennsylvanie au Gettysburg National Military Park.
Étant le « plus célèbre vétéran de la guerre de Sécession » du comté de Westmoreland, Pennsylvanie, la tombe de Coulter est présentée lors la célébration du 150ème anniversaire de la guerre de Sécession par la Westmoreland County Historical Society.